# Iskar (Sofia)
Iskar (Bulgaars: Искър) is een van de 24 districten van Sofia. Het district kent vier buurten: Droezjba 1, Droezjba 2, Dimitar Milenkov en Abdovitsa, evenals het dorp Boesmantsi. Het gebied omvat ook de industriële zone "Iskar Station", die rond het gelijknamige treinstation ligt. Er zijn 3 kerken in het district, waaronder één in Boesmantsi.

## Bevolking
Op 1 februari 2011 telde het district 63.248 inwoners (5% van Sofia), waarvan 61.533 in de wijk Iskar zelf en 1.715 in het nabijgelegen dorp Boesmantsi. Van de bevolking was 6% tussen de 0-14 jaar, 80% was tussen de 15-64 jaar en 14% was 65 jaar of ouder.
De meeste inwoners waren etnische Bulgaren (88%).
|               | Aantal | Percentage (%) |
| Totaal        | 63 248 | 100,00         |
| Bulgaren      | 55 408 | 87,60          |
| Turken        | 284    | 0,44           |
| Roma          | 374    | 0,59           |
| Overig        | 327    | 0,51           |
| Onbekend      | 224    | 0,35           |
| Geen antwoord | 6631   | 10,48          |